# Hilarempis spinosa
Hilarempis spinosa är en tvåvingeart som beskrevs av Mario Bezzi 1909. Hilarempis spinosa ingår i släktet Hilarempis och familjen dansflugor. Inga underarter finns listade i Catalogue of Life.